# 遠山卓治
遠山 卓治（とおやま たくじ、1954年2月10日 - ）は日本の実業家。米国公認会計士。

## 略歴
1954年、長野県に出生。1976年、明治大学農学部卒業。1988年、カリフォルニア州立大学大学院MBA取得。
1976年、ヱスビー食品入社、1979年、ヱスビー・インターナショナル入社。1991年、ゼネラル・エレクトリック・インターナショナル・インク入社。2000年、GEキャピタルリーシングCFO。2002年、同代表取締役兼CFO。2005年、同代表取締役専務兼CFO。2005年、代表取締役社長兼CEO。GEキャピタルアジア本部バイスプレジデントなども兼務。2007年、企業合併等により、三洋電機クレジット代表取締役副社長を経て、GE三洋クレジット代表取締役社長CEOに就任。更にGEフィナンシャルサービス（現日本GE）との合併に伴い、GEフィナンシャルサービス共同社長に就任。
2012年以降は、後発薬世界最大手のテバ・ファーマシューティカル・インダストリーズと武田薬品工業の合弁会社であり、国内シェア最大手の武田テバファーマでバイスプレジデント、CFOなどを務める。